# Eligio Possenti
Eligio Possenti (Milano, 25 giugno 1886 – Milano, 14 maggio 1966) è stato un critico teatrale e drammaturgo italiano.

## Biografia
Dopo l'esordio, come critico drammatico, sul quotidiano liberale La Perseveranza, nel 1922 passò al Corriere della Sera, affiancando Renato Simoni per poi succedergli, e fu direttore dei supplementi La Domenica del Corriere (1929-1964), Romanzo mensile (1932-1946), La Lettura (1948-1952). Per l'attività di critico teatrale, nel 1963 gli fu conferito il Premio Saint-Vincent per il giornalismo.
Autore di libretti d'opera, novelle, saggi, scrisse anche varie commedie, intimistiche e romantiche, incentrate su temi di costume e problemi familiari (Questi ci vogliono, La nostra fortuna).

## Opere
(elenco parziale)
- Vita segreta del teatro: autori, attori, pubblico, critici, con Sabatino López, Cernusco sul Naviglio, Garzanti, 1948.
- Guida al teatro, Milano, Nuova Accademia, 1955.
- Teatro italiano, con Silvio D'Amico, Milano, Nuova Accademia, 1960-63.
- Addio vecchia Milano: buondì Milano nuova, Milano, Baldini e Castoldi, 1962.
- Milano a teatro ieri e oggi, con Angelo Frattini, Milano, Baldini e Castoldi, 1963.
- Milano amorosa, Milano, Baldini e Castoldi, 1964.
- Dieci anni di teatro (cronache drammatiche), Milano, Nuova Accademia, 1964.

### Commedie
- La baracca: commedia in 3 atti, Milano, Mondadori, 1923.
- Risveglio: Commedia in 3 quadri, Milano, Garzanti, 1939.
- Stelle alpine (1941)
- Sei commedie, Rocca San Casciano, Cappelli, 1956.